# Pierre Bouguer

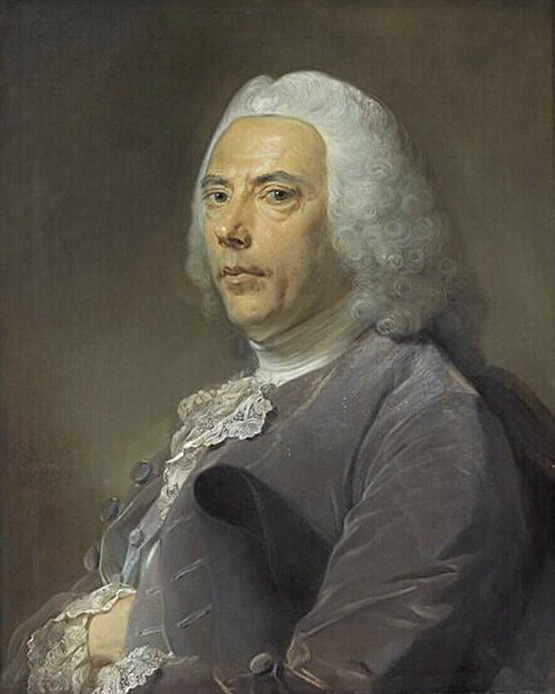
Piotr Bouguer. Portret pędzla Jana Baptysty Perronneau, 1753.

Pierre Bouguer (polska wersja imienia: Piotr); (ur. 16 lutego 1698 w Le Croisic k. Saint-Nazaire, zm. 15 sierpnia 1758 w Paryżu) – francuski uczony: geodeta, astronom i matematyk, nazywany „ojcem nauki o architekturze okrętów”.

## Życiorys
Był synem Jeana Bouguera, jednego z najlepszych hydrografów swoich czasów, profesora stworzonej przez króla katedry hydrografii w Croisic w dolnej Bretanii – autora traktatu o nawigacji. W roku 1713 po śmierci ojca Piotr w wieku piętnastu lat objął profesurę hydrografii. W 1727 roku zdobył do spółki z Karolem Camusem) wielką nagrodę (Grand Prix) Francuskiej Akademii Nauk za pracę na temat omasztowania okrętów, wyprzedziwszy w konkursie Leonarda Eulera. Tę doroczną nagrodę zdobywał jeszcze dwukrotnie: w roku 1729 za pracę dotyczącą obserwowania elewacji gwiazd na morzu i w roku 1731 za traktat związany z morskimi pomiarami deklinacji magnetycznej.
W 1729 opublikował Essai d’optique sur la gradation de la lumière – rozprawę, której przedmiotem było określenie ilości światła traconego przy jego przechodzeniu przez atmosferę o danej grubości. Odkrył w ten sposób prawo znane dziś szerzej pod nazwą prawa Lamberta-Beera. Odkrył też, że światło Słońca jest około 300 tys. razy intensywniejsze od światła Księżyca – były to najwcześniejsze pomiary fotometryczne. Wynalazł heliometr udoskonalony później przez Józefa von Fraunhofera. W 1730 otrzymał stanowisko profesora hydrografii w Hawrze; w tym samym roku został też współpracownikiem Akademii Nauk w sekcji matematyki – objął tę funkcję po Piotrze Maupertuisie. W 1735 roku Piotr Borguer uzyskał pełne członkostwo Francuskiej Akademii Nauk.
W tym samym roku udał się do Peru w ramach francuskiej misji naukowej mającej na celu zmierzenie na równiku długości 1° południka. Głównymi członkami ekspedycji byli obok niego Karol de La Condamine i Ludwik Godin. Wyprawa ta trwała dziesięć lat; jej pełny opis zawarł Borguer w opublikowanej w 1749 roku pracy Figure de la terre determine. Okazało się, że 1° południka w okolicach równika jest krótszy niż jednostopniowy wycinek południka we Francji (równolegle prowadzona wyprawa do Laponii wykazała, że analogiczny odcinek na północy był dłuższy niż we Francji), co wykazało słuszność teorii spłaszczenia Ziemi na biegunach.
W 1746 roku opublikował traktat na temat konstrukcji okrętów, zatytułowany „Traite du navire”, w którym jako pierwszy opisał zastosowanie wysokości metacentrycznej jako miary stabilności okrętów oraz położył podwaliny pod wiele aspektów architektury okrętowej, rozwinięte następnie w XVIII wieku. Jego późniejsze pisma dotyczyły nawigacji i architektury okrętowej. Na cześć Bouguera jego imieniem został nazwany jeden z kraterów na Marsie.

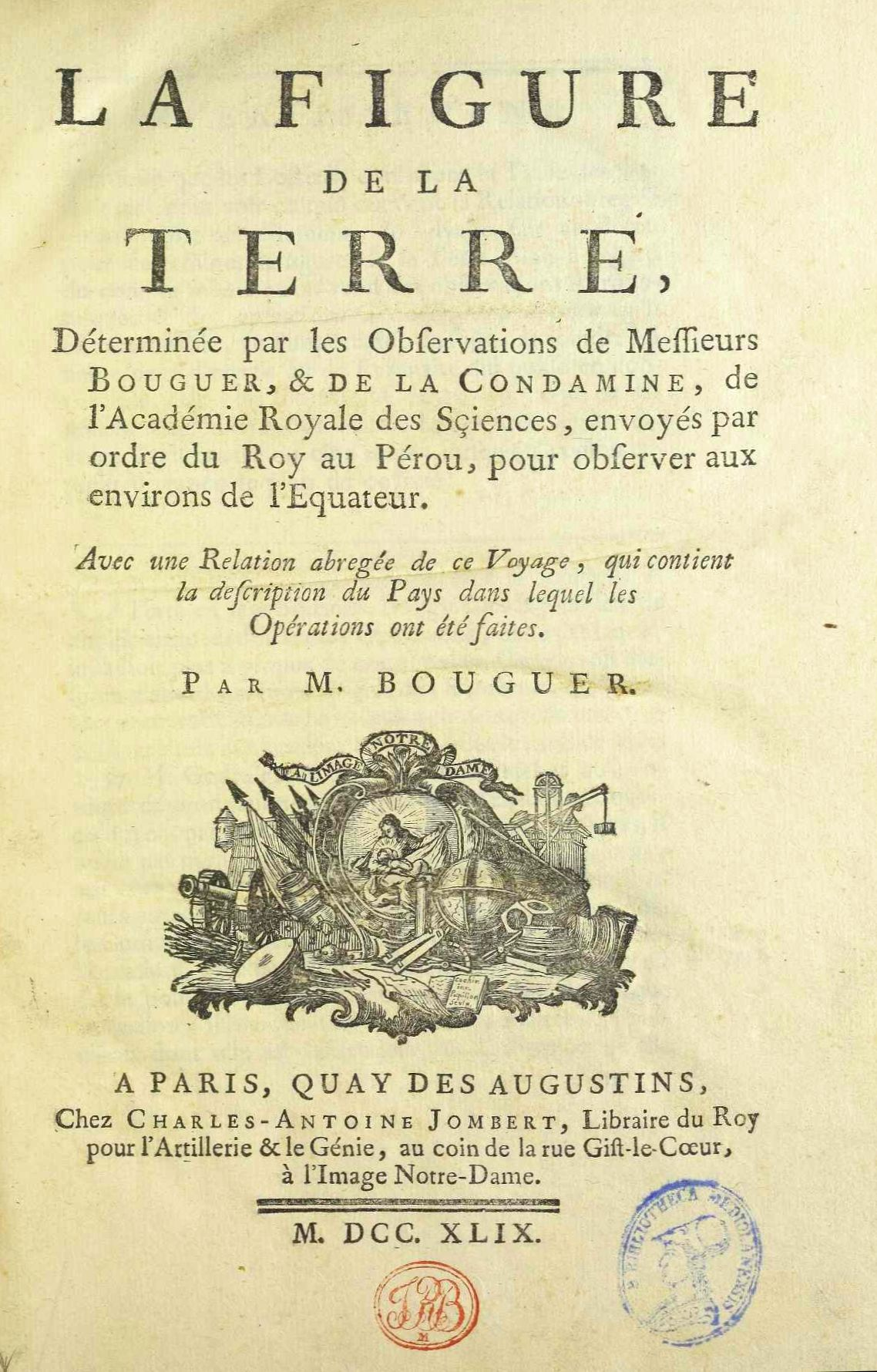
La Figure de la terre, 1749